# 李優
李優（1991年12月19日—），台灣女演員、模特兒、Cosplayer、圖文插畫作家、网络红人、喜歡畫畫的藝人。
李優出身圖文插畫作家，后成为模特兒與網紅，在臉書、Instagram擁有大批的追蹤網友，还是PTT表特版的常客。2016年網路溫度計“十大电玩女神”之一，被誉为「電眼潮模」、“日系空灵女孩”、「冷豔女神」。
2018年5月，李優推出首本写真集及數位單曲《迷惘美》，是Avex Taiwan從網紅界提拔進軍演藝圈的第一位藝人。
活躍於社群媒體及藝術領域中的李優，也陸續舉辦過許多畫展，近期更將刺繡複合媒材加入到作品之中，讓她的畫充滿獨特性。
2020年2月，個人畫展「引路人」。
2024年3月，個人畫展「世界把我暈的咪咪冒冒」。

## 參演作品

### 寫真
- ARTITUDE：李優Uriko首本寫真像冊[11]

### MV
- 《路人甲》（avex官方HD呂薔）
- 《路人甲》（avex官方HD呂薔）
- 《好友已滿》（人人“太極拳”合輯/熊仔）
- 《不停手 Non Stop》（李權哲）
- 《不期而遇》（梁文音）
- 《看不開 Hard To Let Go》（avex官方HD呂薔）
- 《這是最後一次This is the last》（謝和弦）
- 《Endin' Tonight》（東波樂團 EastWave Band （页面存档备份，存于））
- 《那種人 That Kind Of Person》（林志融）
- 《哥 BRO》（熊仔）

### 數位單曲
- 數位單曲《迷惘美》

### 廣告
- 《莎薇》莎薇全新代言人創作才女 李優 / URIKO
- 《克蘭詩》電眼電力公司

## [12]參考資料
1. ↑  .   [2018-05-20]. （原始内容存档于2018-05-21）.
2. ↑  林柏年. . NOWnews今日新聞. 2018-05-07  [2018-05-20]. （原始内容存档于2018-07-06）.
3. ↑  . ent.sina.com.   [2018-05-16].
4. 1 2  .
5. 1 2  .   [2018-05-20]. （原始内容存档于2018-07-06）.
6. ↑  .   [2018-05-20]. （原始内容存档于2018-07-06）.
7. ↑  .   [2018-05-20]. （原始内容存档于2018-06-27）.
8. ↑  .   [2018-05-20]. （原始内容存档于2020-02-16）.
9. ↑  .   [2018-05-20]. （原始内容存档于2020-10-24）.
10. ↑  . HEAVEN RAVEN. 2024-02-18  [2024-05-23]. （原始内容存档于2024-05-23） （中文（臺灣））.
11. ↑  .   [2018-05-20]. （原始内容存档于2018-07-06）.
12. ↑  Cara. . COOL-STYLE 潮流生活網. 2020-02-06  [2022-09-16]. （原始内容存档于2022-09-23） （中文（臺灣））.

## 外部連結
- 李優Uriko的Facebook專頁（中文）
- 李優Uriko的Instagram帳戶（中文）
- 李優Uriko的新浪微博（简体中文）
- 李優Uriko - avex taiwan inc. （页面存档备份，存于）（中文）